# Sibiu
Sibiu (romunska izgovarjava [sibiw], zastarelo Sibiiu; transilvanskosaško Härmeschtat, madžarsko Nagyszeben [nɒɟsɛbɛn]) je mesto v Transilvaniji v Romuniji s 147.245 prebivalci. Leži 275 km severozahodno od  Bukarešte . Skozi mesto teče reka Cibin, pritok reke Olt. Zdaj je glavno mesto okrožja Sibiu, med letoma 1692 in 1791 ter od 1849 do 1865 pa je bil glavno mesto kneževine Transilvanije.
Sibiu je eno najpomembnejših kulturnih središč v Romuniji in je bilo leta 2007 evropska prestolnica kulture  skupaj z mestom Luxembourg . Nekdanje središče transilvanskih Sasov, staro mesto Sibiu so leta 2008 razglasili za »osmi najbolj idiličen kraj za življenje v Evropi«. 
Mesto upravlja smučišče Păltiniş.

## Zgodovina
Prvi uradni zapis, ki se nanaša na območje Sibiuja, je iz leta 1191, ko je papež Celestin III. potrdil obstoj svobodne proštije nemških naseljencev v Transilvaniji s sedežem v Sibiuju, takrat Cibiniumu. 
V 14. stoletju je bil že pomemben trgovski center. Leta 1376 so bili obrtniki razdeljeni na 19 cehov. Sibiu je postal najpomembnejše nemško mesto med sedmimi mesti, ki so dala Transilvaniji nemško ime Siebenbürgen (Sedmograška – dobesedno sedem gradov). Tu je bila Universitas Saxonum (skupnost Sasov) z mrežo pedagogov, ministrov, intelektualcev, mestnih uradnikov in svetnikov nemške skupnosti, ki so leta 1440 ustvarili zakonodajni in politični sistem v Transilvaniji. Med 18. in 19. stoletjem je bilo mesto drugo in kasneje prvo najpomembnejše središče romunske skupnosti. V Sibiuju sta bili prva romunska banka (Albina) in ASTRA (Transilvansko združenje za romunsko literaturo in romunsko ljudsko kulturo). Romunski pravoslavni cerkvi je leta 1860 habsburška monarhija dodelila status metropolitskega sedeža in mesto je še vedno tretje najpomembnejše središče romunske pravoslavne cerkve. Med madžarsko revolucijo leta 1848 in 1867 (avstro-ogrski sporazum) se je v Sibiuju sestal transilvanski zbor, ki je po cesarskem dogovoru o razširitvi glasovalnih pravic v tej regiji postal predstavniški organ.
Po prvi svetovni vojni, ko je Avstro-Ogrska razpadla, je Sibiu postal del Romunije. Še vedno je bila največja nemška narodna skupnost (do leta 1941) poleg manjše madžarske skupnosti. V petdesetih letih in po letu 1990 se je večina Nemcev izselila v Nemčijo in Avstrijo. Ostalo je približno 2000 Nemcev, med njimi Klaus Johannis, sedanji predsednik Romunije.
- Sibiu v 18. stoletju
- Grad 1857
- Johann Böbel (1824–1887) – akvarel, Mestna vrata na ulici Turnului
- Evangeličanska cerkev na ulici Turnului

## Geografija
Sibiu leži v bližini geografskega središča Romunije na 45°47′34″N 24°09′07″E / 45.792784°N 24.152069°E. Mesto, ki leži v Cibinski kotlini na nadmorski višini 415 m, je oddaljeno približno 20 km od gorovja Făgăraş, 12 km od gorovja Cibin in približno 15 km od planine Lotru, ki meji na kotlino na jugozahodnem delu. Severne in vzhodne meje Sibiuja oblikuje planota Târnavelor, ki se spušča v dolino reke Cibin čez hrib Guštterei.
Skozi Sibiu tečejo reka Cibin in nekateri manjši potoki. Zaradi geografskega položaja je Sibiu eno najpomembnejših prometnih vozlišč pomembnih cest in železniških prog v Romuniji.
Podnebje je vlažno celinsko, povprečna temperatura je od 8 do 9 °C. Povprečna količina padavin je 627 l/m²,  približno 120 dni v letu je zelo mrzlih.

### Mestna okrožja
Sibiu sestavlja več četrti. Nekatere vasi so bile sicer priključene mestu, vendar so bile zgrajene nove soseske, saj se je mesto razvilo in povečalo svojo površino:
zgodovinski center je razdeljen na zgornje in spodnje mesto ter center, k mestu spadajo še okrožja Lupeni, Trei Stejari (Trije hrasti), Vasile Aaron, Hipodrom I, II, III, IV, Valea Aurie (Zlata dolina), Tilișca, Ștrand, Turnișor (Mali stolp; nemško Neppendorf), Piața Cluj, Țiglari, Terezian, Reșița, Lazaret, Gușterița (nemško Hammersdorf), Broscărie, Viile Sibiului, Tineretului, Veteranilor de Război.
Na južnem delu sta muzejski kompleks ASTRA in živalski vrt, ki še spadata k mestu.

## Demografija
Po podatkih popisa prebivalstva leta 2011 ima Sibiu 147.245 prebivalcev, kar je manj kot ob popisu leta 2002, zaradi česar je to 14. največje mesto v Romuniji. Etnična sestava: 
- Romuni 95,9 %
- Madžari 1,6 %
- Nemci (transilvanski Sasi) 1,1 %
- Romi 0,4 %

## Gospodarstvo
Sibiu je pomembno gospodarsko središče Romunije z veliko tujih naložb. Je pomembno središče za izdelavo avtomobilskih delov in podjetij, ki pripadajo družbam, kot so: ThyssenKrupp Bilstein-Compa, Takata Corporation, Continental Automotive Systems in NTN-SNR. Imajo tudi podjetja za strojne komponente, tekstil, agrarno industrijo in električne komponente (Siemens).
V mestu je tudi druga največja borza v Romuniji, ki naj bi se leta 2018 združila z Bukareško borzo. 
Glavne industrijske dejavnosti so v dveh industrijskih conah na obrobju mesta:
- vzhodna industrijska cona, vzdolž železnice v Braşov in mesto Râmnicu Vâlcea, in
- zahodna industrijska cona blizu izvoza Sebeş, blizu letališča.

Trgovsko območje v občini Şelimbăr je zelo pomembno za gospodarstvo Sibiuja. V njem so nakupovalno središče in drugi veliki trgovci na drobno.
Za mesto je zelo pomemben tudi turizem, ki od leta 2007 stalno narašča.

## Kultura
Sibiu je eno najbolj kulturnih mest v Romuniji. Ima tri gledališča in filharmonijo, poleg drugih manjših zasebnih gledaliških prizorišč in studiev scenskih umetnosti tudi gledališki del univerze Luciana Blage, v katerem imajo študenti mesečne predstave.
Narodno gledališče Rada Stance je eno izmed vodilnih romunskih gledališč. Ustanovljeno je bilo že leta 1787 in v njem delujejo nekateri najbolj znani romunski režiserji, kot sta Gábor Tompa in Silviu Purcărete. Ima oddelek za romunski in nemški jezik in v povprečju pet predstav v tednu.
Gledališče Gong je lutkovno gledališče, mimične igre in nekonvencionalne predstave za otroke in najstnike. Predstave so v romunščini in nemščini.
V Državni filharmoniji Sibiu so tedenski koncerti klasične glasbe in izobraževalni koncerti za otroke in najstnike. Dvorana Talija, koncertna in gledališka dvorana iz leta 1787 stoji ob starih mestnih utrdbah. Tedenski orgelski koncerti so v evangeličanski stolnici poleti, tematski koncerti zbora Teološke fakultete pa so v pravoslavni stolnici.
Mednarodni gledališki festival Sibiu (Festivalul Internațional de Teatru de la Sibiu) je letni festival scenskih umetnosti. Od leta 2016 je to največji umetniški festival na svetu. 

### Parki
Naravni park Dumbrava se razprostira na 960 hektarjih, od središča mesta je oddaljen 4 km v smeri jugozahod ob cesti proti Răşinariju. V njem sta živalski vrt in etnografski muzej.
V bližini železniške postaje je Muzej parnih lokomotiv, v njem je okoli 40 lokomotiv, od katerih sta dve še uporabni.
Prvi park v mestu, Promenada, je bil urejen leta 1791 in je danes del parka ob citadeli (Parcul Cetatii). Sedanja ureditev parka, vključno s prostorom med obzidji, je iz leta 1928.
Sub Arini park iz leta 1856 je eden največjih in najbolje urejenih parkov v Romuniji. V središču mesta je več zelenih površin, najbolj znan je Astra Park iz leta 1879. Drugi parki so še: Tineretului, Reconstrucţiei, Corneliu Coposu, Petofi Sandor, Piata Cluj, Ștrand, Cristianului, Ţiţeica, Vasile Aaron, Lira.

## Turizem
Leta 2007 je bil Sibiu evropska prestolnica kulture (skupaj z Luxembourgom). To je bil najpomembnejši kulturni dogodek, ki se je kdaj zgodil v mestu. Obiskalo ga je veliko domačih in tujih turistov.
Mesto Sibiu in njegova okolica sta eno najbolj obiskanih območij v Romuniji. Je med najbolj ohranjenimi zgodovinskimi znamenitostmi v državi, številne srednjeveške utrdbe so v odličnem stanju. Staro mestno jedro je začelo postopek za uvrstitev na seznam Unescove svetovne dediščine leta 2004. Sibiu z okolico ima številne pomembne muzeje, 12 ustanov z umetniškimi zbirkami, slikami in dekorativno umetnostjo, arheološkimi, antropološkimi, zgodovinskimi razstavami, razstavami industrijske arheologije in zgodovine tehnoloških in naravoslovnih ved.
Mesto leži blizu gorovja Făgăras, zelo priljubljenega za treking, v bližini smučišč Păltiniş in Arena Platós, priljubljenih zimskih počitniških točk, je v središču nekdanje saške skupnosti, znane po trdnjavskih cerkvah.
Od leta 2007 imajo tradicionalno božično tržnico, ki se zgleduje po dunajski. Podprl jo je ataše avstrijskega veleposlaništva v Romuniji. Navadno je bila na Malem trgu (Piata Mica) z 38 stojnicami, malim odrom in delom, namenjenim otrokom. Leta 2008 se je razširila na Veliki trg z več kot 70 stojnicami, na njem so koncerti božičnih pesmi. Leta 2013 je bil med »15 najlepšimi božičnimi trgi v Evropi«. 

### Glavne znamenitosti
Staro mestno jedro je na desnem bregu reke Cibin, približno 200 metrov od reke. Sestavljata ga Zgornje in Spodnje mesto. Tradicionalno je bilo zgornje mesto bogatejše, saj je bilo trgovsko središče, v spodnjem je bil obrtniški predel.
Spodnje mesto
(nemško Unterstadt, romunsko Orașul de jos) je območje med reko in hribom. Razvilo se je okoli prvih utrdb. Ulice so dolge in precej široke za stare mestne standarde z majhnimi mestnimi trgovinami na trgih. Arhitektura je precej rustikalna: značilne dvonadstropne hiše z visokimi strehami in vrati s prehodi na notranje dvorišče.
Večina zunanjega obzidja je bila izgubljena zaradi industrijskega razvoja in sodobnega urbanističnega načrtovanja sredi konca 19. stoletja. Štirje stolpi še vedno stojijo. Stavba, povezana z novim urbanizmom tega obdobja, je srednja šola Independenţa.
To območje ima najstarejšo cerkev v mestu, saj je iz leta 1292.
Zgornje mesto
(nemško Oberstadt, romunsko Oraşul de sus) je okoli treh mestnih trgov in vrsto ulic vzdolž hriba. Kot glavno območje meščanov ima večino zanimivosti v mestu.
 Veliki trg 
(nemško Großer Ring, romunsko Piata Mare) je, kot že ime pove, največji trg mesta in središče mesta od 15. stoletja. Z dolžino 142 metrov in širino 93 metrov je eden največjih v Transilvaniji.
Brukenthalova palača (romunsko Palatul Brukenthal), eden najpomembnejših baročnih spomenikov v Romuniji, stoji na severozahodnem kotu trga. Postavljena je bila med 1777 in 1787 kot glavno prebivališče guvernerja Transilvanije Samuela von Brukenthala. Muzej, odprt leta 1817, je eden najstarejših muzejev na svetu. Poleg palače je Casa Moringer ('Modra hiša'), baročna hiša iz 18. stoletja s starim grbom Sibiuja na fasadi.
Na severni strani je jezuitska cerkev skupaj s prizidki, nekdanja rezidenca jezuitov. Tudi na severni strani je bila na začetu 20. stoletja zgrajena stavba v slogu art nouveauja, zdaj je v njej župan.
Poleg jezuitske cerkve je na severni strani Stolp sveta, eden od mestnih simbolov. Ta nekdanji obrambni stolp iz 13. stoletja je bil večkrat zaporedoma obnovljen. Stavbo v bližini uporablja mestni svet za svoje sestanke. Spodaj je dostop do poti med Velikim in Malim trgom.
Na južni in vzhodni strani so dvo- ali trinadstropne hiše, ki imajo visoka podstrešja z majhnimi okni, znanimi kot oči mesta. Večina teh hiš je iz 15. do 19. stoletja, večina pa je renesančna ali baročna.
Mali trg
(nemško Kleiner Ring, romunsko Piața Mică) je na severnem delu Zgornjega mesta. Po obnovi leta 2007 se je povečalo število majhnih podjetij, pa tudi gostiln in restavracij.
Trg je povezan z drugimi trgi z ozkimi prehodi. Glavni dostop iz Spodnjega mesta je skozi ulico Ocnei, ki trg deli na dva dela. Ulica poteka pod Mostom laži, prvim iz litega železa v Romuniji (1859). 
Desno od mostu je še en simbol mesta, Hiša umetnosti, zgradba iz 14. stoletja, ki je bila prej v lasti mlinarskega ceha. Na levi strani mostu je Luksemburška hiša, baročna štirinadstropna stavba.
Trg Huet
je tretji od treh glavnih trgov. Njegova najpomembnejša značilnost je mestna protestantska cerkev svete Marije. Tu so najstarejše utrdbe zgradili konec 12. stoletja ali zgodnjega 13. stoletja. Stavbe okoli tega trga so večinoma gotske. Na zahodni strani je  Brukenthalova gimnazija namesto nekdanje šole iz 14. stoletja.
Utrdbe
Sibiu je eno najpomembnejših utrjenih mest v srednji Evropi. Okoli mesta je bilo zgrajenih več obzidij, večina iz opeke. Jugovzhodno obzidje je najbolje ohranjeno, vse tri vzporedne linije pa so še vedno vidne. Prva je zunanji zemeljski nasip, druga je 10 metrov visok rdeč opečnat zid. Vse strukture so povezane z labirintom predorov in prehodov, namenjenih zagotavljanju prometa med mestom in obrambnimi linijami.
V 16. stoletju so bili utrdbam dodani bastijoni. Dva sta vidna še danes, Hallerjev bastijon in Soldisch bastijon.
Prehod po stopnicah vodi navzdol do spodnjega dela Sibiuja. Spusti se ob nekaterih utrdbah pod podpornimi loki. To je najslikovitejši prehod, ki povezuje obe strani starega mesta.

## Pobratena mesta
Sibiu je pobraten z mesti:
- Bauru, Brazilija, od 1995.
- Butuan, Filipini
- Columbia, Missouri, ZDA, od 1994.
- Deventer, Nizozemska, od 2007.[16]
- Celovec, Avstrija, od 1990.
- Landshut, Nemčija, od 2002.
- Marburg, Nemčija, od 2005.
- Mechelen, Belgija, od 1996.
- Rennes, Francija, od 1999.
- Valencia, Venezuela, od 1993.
- Wirral, Združeno kraljestvo, od 1994.
- Takayama, Gifu, Japonska, od 2009.